# Jacques Parizeau
Jacques Parizeau (Montreal, 9 de agosto de 1930 - 1 de junho de 2015) é um economista e político quebequense, tendo sido o 26º primeiro-ministro do Quebec entre 26 de setembro de 1994 a 29 de janeiro de 1996.
Partidário do intervencionismo estatal, teve grande influência no governo provincial durante a revolução tranquila, quando da nacionalização da Hydro-Québec e na criação do fundo de pensão provincial.
Prometendo convocar um plebiscito sobre a independência da província, leva o Partido Quebequense à vitória eleitoral em setembro de 1994, formando um governo majoritário e torna-se primeiro ministro do Quebec. A data do referendo é fixada para 30 de outubro de 1995, tendo os separatistas militando pelo "Sim". Foi derrotado por pequena margem, obtendo 49,42% dos votos, enquanto o "Não" obteve 50,58%.
Renuncia à liderança do Partido Quebequense e ao cargo de primeiro-ministro, sendo substituído por Lucien Bouchard.
Em junho de 2008, recebe de Jean Charest a comenda da Ordem Nacional do Quebec.

## Morte
Em uma postagem na rede social, sua esposa anunciou sua morte depois de cinco meses de hospitalização, em 1 de Junho de 2015.